# In My Life (George Martin)
In My Life è un album prodotto da George Martin nel 1998, che contiene cover di canzoni dei The Beatles eseguite da una varietà di strumentisti, cantanti, e attori.

## Tracce
1. Come Together -- Robin Williams & Bobby McFerrin
2. A Hard Day's Night -- Goldie Hawn
3. A Day in the Life -- Jeff Beck
4. Here, There and Everywhere -- Céline Dion
5. Because -- Vanessa Mae
6. I Am the Walrus -- Jim Carrey
7. Here Comes the Sun -- John Williams
8. Being for the Benefit of Mr. Kite! -- Billy Connolly
9. The Pepperland Suite—George Martin
10. Golden Slumbers/Carry That Weight/The End -- Phil Collins
11. Friends and Lovers—George Martin
12. In My Life -- Sean Connery

### Bonus Tracks
1. Ticket to Ride -- The Meninas Cantoras de Petropolis (solo in Sud America)
2. Blackbird -- Bonnie Pink (solo in Giappone)